# Bite Me (canção de Avril Lavigne)
"Bite Me" é uma canção da cantora canadense Avril Lavigne, contida em seu sétimo álbum de estúdio, Love Sux (2022). Foi lançada em 10 de novembro de 2021, pela Elektra Records e como a estreia de Lavigne no selo DTA Records de Travis Barker, servindo como primeiro single do disco. A música foi notada pelos críticos como um retorno às raízes pop-punk de Lavigne.

## Antecedentes e desenvolvimento
A artista pop punk canadense Avril Lavigne lançou seu sexto álbum de estúdio, Head Above Water, em 15 de fevereiro de 2019, pela BMG. O álbum foi inspirado nos dois anos durante os quais Lavigne sofreu da doença de Lyme, que a deixou acamada e incapaz de se apresentar. Em setembro daquele ano, Lavigne embarcou em uma turnê norte-americana em apoio ao Head Above Water, sua primeira turnê desse tipo em cinco anos. Uma turnê europeia, originalmente marcada para começar no início de 2020, teve que ser remarcada para 2022 devido à pandemia do COVID-19.
Enquanto estava em quarentena em casa durante a pandemia, Lavigne disse ao American Songwriter que havia começado a trabalhar em novas músicas, que esperava lançar em algum momento de 2021. Naquele mesmo mês, Lavigne postou uma foto no Instagram dela em um estúdio de gravação com Mod Sun e Machine Gun Kelly, levando à especulação de que o trio estava trabalhando em música juntos. "Flames", uma música do Mod Sun com Lavigne, foi lançada em 8 de janeiro de 2021. No mês seguinte, Lavigne confirmou no Instagram que havia terminado de trabalhar em seu novo álbum e que lançaria novas músicas naquele verão. O produtor John Feldmann, conhecido por seu trabalho com bandas como Blink-182, All Time Low e Goldfinger, por sua vez, confirmou ao Wall of Sound que vinha trabalhando com Lavigne e que seu novo álbum traria "de volta suas raízes pop punk".

## Composição
"Bite Me" é uma música pop punk que atraiu comparações com os álbuns de estúdio anteriores de Lavigne Let Go (2002) e The Best Damn Thing (2007), bem como com a banda Paramore. A canção é escrita na chave de lá bemol maior, com um ritmo de 170 batidas por minuto. Liricamente, Lavigne descreve "Bite Me" como "um hino sobre saber o seu valor, o que você merece, e não dar uma segunda chance a alguém que não merece você". Lavigne também descreveu a faixa como uma resposta "super atrevida" a um parceiro romântico que percebe que cometeu um erro, apenas para ser rejeitado quando tenta se reconciliar.
A música foi notada por várias publicações para marcar o retorno de Lavigne ao gênero pop punk; com a NME referindo-se a ela como uma "derrubada pop-punk de um ex", e a Billboard descrevendo-a como uma "faixa pesada de guitarra e bateria" que "apresenta Lavigne furiosa com seu ex-amante por não tratá-la adequadamente , prometendo que eles sempre vão se arrepender de serem expulsos de sua vida."

## Lançamento e promoção
"Estou animado para lançar 'Bite Me'. É um hino sobre saber o seu valor, o que você merece e não dar uma segunda chance a alguém que não te merece."

- Lavigne em lançar "Bite Me" como single.
"Bite Me" foi anunciado em 5 de novembro de 2021, quando Lavigne postou o link de pré-salvamento junto com a capa do single no Instagram e Twitter. Em 6 de novembro, Lavigne postou um vídeo de ensaio dela e de Travis Barker com um trecho de áudio da música em suas redes sociais.
Nos Estados Unidos, "Bite Me" será enviado para rádio alternativa em 16 de novembro de 2021.

## Recepção

### Crítica
"Bite Me" recebeu críticas positivas após seu lançamento, com George Griffiths, da Official Charts Company, descrevendo-o como um "retorno confiante para a princesa do pop punk reinante", comentando que "é uma surpresa adorável ouvir o quão fresca a Avril soa. Sua voz é nítida e clara no refrão da música; como se ela não tivesse envelhecido um dia desde que lançou 'Complicated' pela primeira vez." Escrevendo para a The A.V. Club, Tatiana Tenreyro opinou que a música é "a mais próxima da Lavigne que seus primeiros fãs se apaixonaram no início de sua carreira. Não é apenas um grande retorno ao pop punk, mas também soa deliciosamente nostálgico." Revisando para a Gay Times, Conor Clark comparou "Bite Me" ao terceiro álbum de estúdio de Lavigne, The Best Damn Thing (2007), e comentou que "a nova música feroz de Avril é um lembrete de por que ela é e sempre será a Rainha do Pop Punk."

### Listas de fim de ano
| Publicação   | Classificação | Ref.   |
| ------------ | ------------- | ------ |
| Billboard    | 68            | [ 30 ] |
| Exclaim!     | 7             | [ 31 ] |
| Glamour      | N/A           | [ 32 ] |
| Loudwire     | 21            | [ 33 ] |
| Marie Claire | N/A           | [ 34 ] |
| PopBuzz      | 49            | [ 35 ] |
| Spin         | 13            | [ 36 ] |
| The Tab      | 36            | [ 37 ] |

### Comercial
"Bite Me" foi a primeira música de Lavigne a estrear na parada Billboard Global 200, estreou no número 133 com 20 milhões de streams em todo o mundo em seus primeiros 9 dias de lançamento.
No Canadá, "Bite Me" estreou no número 63 na parada Canadian Hot 100, tornando-se a 19ª música de Lavigne a entrar na parada, também alcançou o número 11 na parada Billboard Canada Digital Song Sales. Nos Estados Unidos, "Bite Me" estreou no número 25 na parada US Bubbling Under Hot 100, e depois de dois meses chegou ao número 20. e alcançou o número 13 na parada Hot Rock & Alternative Songs dos EUA. "Bite Me" também estreou no top 10 da Billboard Rock Digital Songs dos EUA no número 6, no número 22 na parada de vendas de músicas digitais dos EUA e no número 12 na parada Hot Alternative Songs dos EUA. No Reino Unido, "Bite Me" estreou no número 61 no UK Singles Chart com 7.511 vendas, tornando-se a 18ª música de Lavigne a entrar no gráfico e seu melhor desempenho no gráfico desde seu single de 2013 "Here's to Never Growing Up". "Bite Me" estreou no número 31 na parada Billboard Alternative Airplay dos EUA e chegou ao número 28.
Na Hungria, "Bite Me" estreou no número 25 na parada Single Top 40. Na Irlanda, a canção estreou no número 87 na parada da Irish Recorded Music Association. No Japão, a música estreou no número 18 na parada Billboard Japan Hot Overseas, e número 56 na parada Billboard Japan Download Songs. Na Nova Zelândia, a música ficou na parada New Zealand Hot Singles RMNZ no número 19.

## Vídeo de música
O videoclipe dirigido por Hannah Lux Davis foi lançado em 12 de novembro de 2021, estreando na quinta posição da parada de videoclipes Myx International Top 20. No clipe, Avril encontra Travis Barker, ambos vestidos em seus visuais punk rock usuais, e armam uma gangue para perseguir e azarar a vida do ex de Avril. O clipe também apresenta Avril e Travis tocando a música juntos à banda, com cenas alternadas em que Avril canta e toca uma Fender Stratocaster branca.
O vídeo da versão acústica, dirigido por Mod Sun e Charlie Zwick, foi lançado em 17 de dezembro de 2021 e apresentava John Feldmann e sua esposa Amy como médico e enfermeira, respectivamente. Nele, Lavigne chega ao consultório do dentista e, enquanto ele faz uma pausa, ela entra na sala para arrancar todos os dentes do paciente com um enorme alicate. Então, aparece cantando à beira da cama enquanto exibe no pescoço um colar feito com os dentes.

## As performances ao vivo
Lavigne tocou "Bite Me" pela primeira vez no The Late Late Show with James Corden em 10 de novembro de 2021, com o baterista Travis Barker do Blink-182. Lavigne também fez uma entrevista com Corden sobre seu novo single "Bite Me", seu próximo sétimo álbum de estúdio e sua próxima turnê de 2022. Em 23 de novembro de 2021, ela cantou o single no The Tonight Show Starring Jimmy Fallon. Em 30 de novembro de 2021, Lavigne apresentou o single no The Ellen DeGeneres Show com o baterista Travis Barker, foi sua primeira aparição no programa desde 2007. Em 31 de dezembro de 2021, Lavigne apresentou o single na festa Dick Clark's New Year's Rockin' Eve como a última apresentação daquele ano. Em 16 de janeiro de 2022, Lavigne cantou "Bite Me" durante seu set surpresa no festival IHeart Alter Ego, junto com seus sucessos "Girlfriend", "My Happy Ending" e "Sk8er Boi".

## Faixas e formatos
Download digital/streaming
1. "Bite Me" – 2:39

Download digital/streaming – versão acústica
1. "Bite Me" (versão acústica) – 3:09

Download digital/streaming – edição Spotify (EP)
1. "Bite Me" (versão acústica) – 3:09
2. "Bite Me" – 2:39

## Equipe e colaboradores
Equipe e colaboradores adaptado de Tidal.
- Avril Lavigne – vocais
- John Feldmann – produção
- Mod Sun – produção
- Travis Barker – produção
- Chris Gehringer – masterização
- Adam Hawkins – mixagem

## Certificações
| País/Associação            | Certificação | Vendas  |
| -------------------------- | ------------ | ------- |
| Brasil - Pro-Música Brasil | Ouro         | 20.000+ |
| Canadá - Music Canada      | Ouro         | 40.000+ |

## Histórico de lançamento
| Região         | Data                   | Formato                    | Versão   | Gravadora     | Ref.          |
| -------------- | ---------------------- | -------------------------- | -------- | ------------- | ------------- |
| Várias         | 10 de novembro de 2021 | Download digital streaming | Original | Elektra DTA   | [ 53 ] [ 54 ] |
| Estados Unidos | 16 de novembro de 2021 | Rádios alternativa         | Original | Elektra DTA   | [ 26 ]        |
| Rússia         | 18 de novembro de 2021 | Rádios mainstream          | Original | Elektra DTA   | [ 60 ]        |
| Itália         | 26 de novembro de 2021 | Rádios mainstream          | Original | Warner        | [ 61 ]        |
| Várias         | 17 de dezembro de 2021 | Download digital streaming | Acústica | Elektra]] DTA | [ 55 ] [ 56 ] |